# El Muntanyà
El Muntanyà és una masia de Seva (Osona) inclosa a l'Inventari del Patrimoni Arquitectònic de Catalunya.

## Descripció
Gran casal orientat cap al sud. La teulada és a dues vessants amb desaigua cap a les façanes laterals. De la façana principal, destaca una gran balconada de ferro colat de construcció posterior, ja que abans sembla que hi havia tres balcons de ferro forjat. Al costat de la casa hi ha un cos de galeries amb quatre arcades.
Darrere la casa hi ha llissa a la qual s'accedeix mitjançant una volta de canó. La part més antiga és una torre de defensa darrere de l'edifici.

## Història
El Muntanyà és esmentat en el Cens General de Catalunya del 1626, en els Capbreus i Llevadors del 1736-84, i en el nomenclàtor de la província de Barcelona del 1860.
Documentada el 1045, i transformada més tard en la gran masia actual. Té una capella independent dedicada a la degollació de Sant Joan Baptista, feta al segle xviii.
Els hereus posseeixen documentació des de principis del segle xi.